# Baños de la Encina
Baños de la Encina er en by og kommune i det sydlige Spanien i provinsen Jaén. Den har et indbyggertal på 2.563 (2024) indbyggere.